# Saturday Night Engine (EP)
Saturday Night Engine är en EP av Club 8, utgiven 2003 på svenska Labrador och spanska Mushroom Pillow.

## Låtlista
1. "Saturday Night Engine" - 4:07
2. "I Have No Better Plan" - 3:08
3. "So Tied Up" - 4:38
4. "Giza" - 0:35
5. "People Who Would Go for You" - 2:10
6. "Sometimes I Felt Like a Loser" - 3:27

### Fotnoter
1. ↑  ”Saturday Night Engine”. Discogs.com. http://www.discogs.com/Club-8-Saturday-Night-Engine/release/1536898. Läst 12 april 2012.